# William Hardee
William Joseph Hardee (ur. 12 października 1815, zm. 6 listopada 1873) – amerykański żołnierz, zawodowy oficer US Army, służący podczas II wojny z Seminolami, wojny z Meksykiem, jak również – w stopniu generała porucznika CS Army – w wojnie secesyjnej. Przed wybuchem tej ostatniej napisał książkę poświęconą taktyce, która była szeroko wykorzystywana przez obie strony konfliktu.

## Młodość i służba w US Army
Hardee był synem Sary Ellis i majora Johna Hardee'ego, mieszkających na plantacji Rural Felicity w hrabstwie Camden w Georgii. W roku 1838 ukończył United States Military Academy (26. lokata) i został skierowany – w stopniu podporucznika – do służby w 2 Regimencie Dragonów. W czasie wojny z Seminolami (1835-1842) zachorował, a w czasie pobytu w szpitalu poznał i poślubił Elizabeth Dummett. Gdy wyzdrowiał został wysłany (1840) do Francji celem pogłębienia wiedzy z zakresu taktyki. W roku 1839 otrzymał awans na porucznika, a w 1844 na kapitana.
W czasie wojny amerykańsko-meksykańskiej Hardee służył w armii Zachary’ego Taylora i zdobył dwie promocje brevetowe (na majora za akcje pod Medelin i Vera Cruz, a następnie na podpułkownika za St. Augustin). 25 kwietnia 1846 roku został wzięty do niewoli na Rancho Carricitos w Teksasie, ale 11 maja został uwolniony podczas wymiany jeńców. W roku 1847, gdy służył pod rozkazami Winfielda Scotta, został ranny w potyczce pod La Rosia w Meksyku, około 50 km na północ od Matamoros. Przez jakiś czas po wojnie dowodził oddziałami teksańskich rangersów i żołnierzy w Teksasie.
W roku 1853, po śmierci żony, powrócił do West Point jako instruktor taktyki i w latach 1856–1860 służył jako komendant kadetów. Służąc w 2 Regimencie Kawalerii (później przemianowanym na 5 Regiment) otrzymał w 1855 roku stopień majora, a w 1860 podpułkownika. W roku 1855, na zlecenie Sekretarza Wojny Jeffersona Davisa, Hardee opublikował broszurę Rifle and Light Infantry Tactics for the Exercise and Manoeuvres of Troops When Acting as Light Infantry or Riflemen, popularnie zwaną Taktyką Hardee'ego, która stała się powszechnie znanym podręcznikiem taktyki okresu wojny secesyjnej. Przypisuje mu się również opracowanie wzoru tzw. „kapelusza Hardee'ego”.

## Wojna secesyjna
31 stycznia 1861 roku, gdy jego rodzinny stan Georgia ogłosił secesję, Hardee porzucił służbę w US Army i 7 marca wstąpił do CS Army. Otrzymał stopień pułkownika i objął dowodzenie fortami Morgan i Gaines w Alabamie. Awansował niezwykle szybko: 17 czerwca został generałem-brygadierem, a 7 października generałem-majorem. 10 października 1862 roku został pierwszym w konfederackiej armii generałem-porucznikiem. Jego pierwszym zadaniem było przekształcenie regimentów ochotniczych z Arkansasu w brygadę. Dokonał tego zyskując uznanie żołnierzy i oficerów rozwiązaniem problemów z zaopatrzeniem. Dzięki temu zyskał przydomek „Old Reliable” (Pewniaka). Hardee działał na obszarze Arkansasu do chwili powołania do Armii Missisipi jako dowódcy korpusu. Po bitwie pod Shiloh (6 kwietnia 1862 roku) korpus Hardee'ego wszedł w skład Armii Tennessee generała Braxtona Bragga.
W czasie bitwy pod Perryville w październiku 1862 roku Hardee dowodził lewym skrzydłem armii Bragga. Podczas grudniowej bitwy nad Stones River jego II Korpus przypuścił z zaskoczenia zmasowany atak na prawe skrzydło Armii Cumberlandu gen. Rosecransa, co było jednym z jego najlepszych manewrów, aczkolwiek bitwa została ostatecznie przegrana. Po kampanii unionistów na Tullahomę, Hardee stracił cierpliwość dla wybuchowego charakteru Bragga i na krótko przeszedł pod dowództwo gen. Josepha Johnstona. W tym właśnie czasie poznał Mary Foreman Lewis, właścicielkę plantacji w Alabamie; w styczniu 1864 roku para wzięła ślub.
Hardee wrócił do armii Bragga po bitwie nad Chickamaugą, przejmując korpus gen. Leonidasa Polka pod Chattanooga, gdzie oblegano Armię Unii. Podczas stoczonej w listopadzie 1863 roku bitwy pod Chattanoogą Korpus Hardee'ego został pobity przez wojska Unii dowodzone przez gen.-maj. George’a Thomasa, mimo że jego pozycje na wzgórzu Missionary Ridge wydawała się nie do zdobycia.
Po tej klęsce Hardee ponownie zaczął krytykować Bragga i dołączył do grupy oficerów, którym w końcu udało się przekonać prezydenta Jeffersona Davisa, że Bragga należy usunąć. Dowódcą armii przed zbliżającą się kampanią atlancką został Joseph Johnston. Wobec tego, że Johnston stosował wobec agresywnego Williama Tecumseha Shermana taktykę cofania i uników, władze Konfederacji zastąpiły go bardziej bojowym gen.-por. Johnem Bell Hoodem. Hardee nie mógł zrozumieć szaleńczej taktyki Hooda, która przynosiła tylko coraz większe straty. Po bitwie pod Jonesboro na przełomie sierpnia i września poprosił o przeniesienie, skutkiem czego został wyznaczony komendantem Departamentów Karoliny Południowej, Georgii i Florydy. Powstrzymywał jak mógł (dysponując niewystarczającymi siłami) wyniszczający „marsz Shermana ku morzu”, co zakończyło się 20 grudnia ewakuacją Savannah (Georgia). Gdy armia Shermana zmieniła kierunek natarcia i uderzyła w marcu 1865 roku na Karolinę Północną, Hardee uczestniczył w bitwie pod Bentonville, gdzie podczas szarży kawaleryjskiej śmierć poniósł jego jedyny syn, 16-letni Willie. W bitwie tej, zgodnie z planem Johnstona, Hardee miał związać jedno ze skrzydeł sił Shermana pod Averasborough, by Johnston mógł się rozprawić z drugim. Plan się nie powiódł i Hardee, wraz z Johnstonem, musiał skapitulować 26 kwietnia w miejscu zwanym Durham Station.

## Postbellum
Po wojnie Hardee osiadł na plantacji swej żony w Alabamie. Po doprowadzeniu plantacji do stanu sprzed wojny rodzina przeniosła się do miejscowości Selma, gdzie Hardee zajął się pracą w magazynach i biznesie ubezpieczeniowym. Został też prezesem linii kolejowej Selma & Meridian. Był współautorem książki The Irish in America, wydanej w roku 1868.
Podczas rodzinnych letnich wakacji roku 1873 w White Sulphur Springs (Wirginia Zachodnia) poczuł się źle i zmarł w listopadzie tegoż roku w Wytheville w Wirginii. Został pochowany na cmentarzu Live Oak w Selmie.